# いしだあゆみ
いしだ あゆみ（1948年〈昭和23年〉3月26日 - 2025年〈令和7年〉3月11日）は、日本の歌手・俳優・フィギュアスケート選手。イザワオフィス所属。大阪府池田市出身。本名・旧芸名：石田 良子（いしだ よしこ）。

## 来歴

### 生い立ち
4人姉妹の次女として、長崎県佐世保市で誕生。難産の末に生まれ、生後2か月の時に肺炎にかかって生死の境を彷徨い、佐世保の米軍基地の病院でペニシリンを投与され助けられたという。大阪府池田市で育つ。
5歳からフィギュアスケートを始め、選手として活躍したほか、児童劇団でも活動し、「ともだち劇場」で同期生の中山千夏らとともに泉田行夫の指導を受けた。1961年（昭和36年）には梅田コマ劇場で初舞台を踏む。1962年（昭和37年）、14歳で上京していずみたくに師事。4月20日にソノブックス社から「夢みる恋（原題:Walkin' Back To Happiness）」をリリースし、その後もソノシートで数曲を発表した。上野学園に進学、デビュー前は赤坂のナイトクラブで歌っていた。

### 歌手として芸能界デビュー
1964年（昭和39年）4月、本名から芸名をいしだ あゆみに代えた。名付け親は永六輔。同年、日本ビクター（音楽レコード事業部、現：ビクターエンタテインメント）から「ネェ、聞いてよママ」を発表した。『おしゃれ作戦』『パント・ポップショー』などでテレビ番組デビューすると、1965年（昭和40年）にかけて『七人の孫』に森繁久彌の孫役で出演するなど、劇団出身の演技力を活かして歌手と俳優を掛け持ちした。
4年間で通算23枚のシングルを発表したものの、歌手としては2作目のシングル「サチオ君」が5万枚程度の売上を記録したのが最高で、大きなヒット曲に恵まれなかった。この期間、ドラマや他の仕事が忙しく歌手としての宣伝に協力できなかったと述べている。
歌手に専念するため、1968年（昭和43年）4月に日本コロムビアへ電撃移籍、同年6月10日に移籍第1弾（通算24作目）シングルとして発売された「太陽は泣いている」が転機となり、同年12月25日に移籍第3弾（通算26作目）シングルとして発売された「ブルー・ライト・ヨコハマ」は累計150万枚のミリオンセラーを記録し、代表曲となった。同年2月10日にはオリコンチャート週間1位にランクインし、年間チャートでは第3位にランクインし、歌手としての地位を確立。横浜市のご当地ソングとして長く歌い継がれ、市民に愛される楽曲となっており、多くの歌手によってカバーもされている。『NHK紅白歌合戦』には、1969年（昭和44年）の第20回に初出場、1973年（昭和48年）の第24回、1993年（平成5年）の第44回と、同曲で合計3回出場している。
1970年（昭和45年）の「あなたならどうする」がオリコン最高2位、1971年（昭和46年）の「砂漠のような東京で」がオリコン最高3位にランクインするなどヒットを連発、紅白歌合戦には通算10回出場している。
1977年（昭和52年）、ティン・パン・アレーと共同制作したアルバム『アワー・コネクション』を「いしだあゆみ & ティン・パン・アレイ・ファミリー」名義でリリース、当時全盛期だったニューミュージックのテイストを取り入れた都会的なサウンドで繊細な歌声を聴かせた。
1981年（昭和56年）11月にアルファレコード（現：ソニー・ミュージックレーベルズ）へ移籍し、シングル「赤いギヤマン」、および松任谷由実（呉田軽穂名義）や岩谷時子が作詞を、PARACHUTEのメンバーが演奏を担当した、セルフタイトルのアルバム『いしだあゆみ』を発売、歌手としても新境地を拓いた。これらのアルバムはシティ・ポップブームの中で再評価され、2013年（平成25年）に『Our Connection』が紙ジャケットのリマスター盤で再発売、2017年（平成29年）には『いしだあゆみ』が初CD化され、隠れた名盤としてファンに愛されている。また、1986年（昭和61年）には渡哲也とのデュエットシングル「わかれ道」をトーラスレコード（現：ユニバーサルミュージックLLC）から発売、同年12月11日放送の『ザ・ベストテン』の「今週のスポットライト」コーナーに出演した。

### 俳優業へシフト
1973年（昭和48年）、『日本沈没』で演技力が高く評価され、1977年（昭和52年）には『青春の門 自立篇』で報知映画賞助演女優賞を受賞。実力派女優としての地位を確立し、歌手より女優としての活動が主力となっていく。
1979年（昭和54年）、所属していた渡辺プロダクションから分社化したイザワオフィスへ、ザ・ドリフターズなどと共に移籍した。
1981年（昭和56年）の『駅 STATION』では高倉健の妻を演じた。1982年（昭和57年）の『野獣刑事』ではヌードが話題となり、『男はつらいよ 寅次郎あじさいの恋』との両作品で第6回日本アカデミー賞優秀主演女優賞を受賞した。1986年の（昭和61年）『火宅の人』では報知映画賞とブルーリボン賞、第10回日本アカデミー賞最優秀主演女優賞などを受賞。同年の『時計 Adieu l'Hiver』では経験を活かしてフィギュアスケートのコーチを演じた。
テレビドラマでも、1977年（昭和52年）『祭ばやしが聞こえる』、1979年（昭和54年）『阿修羅のごとく』、1981年（昭和56年）『北の国から』、1983年（昭和58年）『金曜日の妻たちへ』などに出演。1989年（平成元年）『青春家族』のヒロインを清水美砂とともに務め、放送時点41歳で当時としてはヒロイン史上最年長だった。2003年（平成15年）『てるてる家族』の登場人物である岩田夏子のモデルになっており、自らもクラブ歌手役として出演した。たびたび倉本聰脚本作品に起用され、石井ふく子プロデュース作品の常連でもあった。
2008年（平成20年）1月に『ラジオ深夜便』のコーナー「深夜便のうた」の1曲として久々の新曲「オアシス」を発表（作詞：阿木燿子、作曲：宇崎竜童）。同番組で同年3月まで流された。「オアシス」は、NHKサービスセンターが刊行している『ラジオ深夜便年鑑2008』の付属CDと「深夜便のうた」のオムニバスCDで聴くことができるのみである。
2019年（平成31年）、『やすらぎの刻〜道』に出演した。
2020年（令和2年）には文化庁長官表彰、2021年（令和3年）には旭日小綬章受章。旭日小綬章受章にあたっては「身に余る光栄でございます」とコメントしている。

### 死去
2025年（令和7年）3月に入り、急激に体調が悪化し入院していたが、同月11日4時48分、甲状腺機能低下症のため、妹に看取られて東京都内の病院で死去した。76歳没。訃報は同月17日に所属事務所のイザワオフィスから公表された。既に近親者による葬儀を終えており、故人の意思によりお別れの会などの実施はされないとしている。
韓国でも20社以上の報道機関がこの訃報を伝えた。いしだの代表曲でもある「ブルー・ライト・ヨコハマ」は発表当時日本の大衆文化流入が厳しく制限されていた韓国でも海賊版などを通じて人気があった。

## 人物
大阪学芸大学附属池田小学校、上野学園高等学校卒業。
実家は池田栄町商店街 “サカエマチ1番街”で3代続いた喫茶店「フジヤ」とパン屋を営んでいた。母親は福岡県大牟田市出身。姉は石田治子。妹は石田ゆり、義弟はなかにし礼。池田小学校の同級生に安藤宏基がおり、「（いしだと）何度かアイススケートに行き、私はへたくそだったので、いろいろ手を取って教えてもらった。両親（安藤百福・安藤仁子）は愛犬と五月山へ散歩に行った帰り、「フジヤ」でクリームソーダを飲むことを楽しみにしていた」と証言している。千葉真一の熱狂的ファンで、仕事の合間を縫いながら必ず『キイハンター』を観ており、千葉に会うと「大ファンです」と直に伝えている。1979年（昭和54年）『闇の狩人』では一緒のシーンは無いものの同じ作品に出演し、1987年（昭和62年）の主演作『雪の朝に』では恋人役として念願の共演を果たした。
1969年（昭和44年）2月24日に生放送された『夜のヒットスタジオ』の「コンピューター恋人選び」コーナーでは、恋人と噂された森進一が公表され、その後に森の眼前で「ブルー・ライト・ヨコハマ」を歌唱中、動揺した影響からか途中で突如泣き崩れ、歌えなくなってしまった。篠木雅博は初めて会った時の印象を「実に存在感があり、きれいな人」と述べている。篠木が一気に企画内容を話したが、黙って聞いた後、いい悪いの答えではなく「あっ、これからサンマ買いに行かなきゃ」と述べただけで終わり、実にあっけらかんとした打ち合わせだったと回想している。
『祭ばやしが聞こえる』で共演した萩原健一と1980年（昭和55年）に結婚したが、1984年（昭和59年）に離婚した。2019年（平成31年）3月26日、萩原の訃報を知り、「ご冥福をお祈りします」と追悼している。
大阪出身だが標準語で喋るように心がけていた。冗談交じりであったようだが大阪弁を使う知人との会話では自身も大阪弁にならないようにも心掛けていたという。

## 受賞

### 1977年
- 第2回報知映画賞 助演女優賞 - 『青春の門 自立篇』

### 1978年
- 第1回日本アカデミー賞 優秀助演女優賞 - 『青春の門 自立篇』

### 1982年
- 第5回日本アカデミー賞 優秀助演女優賞 - 『駅 STATION』

### 1983年
- 第6回日本アカデミー賞 優秀主演女優賞 - 『野獣刑事』、『男はつらいよ 寅次郎あじさいの恋』
- 第4回ヨコハマ映画祭 主演女優賞 - 『野獣刑事』

### 1986年
- 第11回報知映画賞 主演女優賞 - 『火宅の人』、『時計 Adieu l'Hiver』

### 1987年
- 第29回ブルーリボン賞 主演女優賞 - 『火宅の人』、『時計 Adieu l'Hiver』
- 第60回キネマ旬報ベスト・テン 助演女優賞（『火宅の人』）
- 第41回毎日映画コンクール 女優主演賞 - 『火宅の人』、『時計 Adieu l'Hiver』
- 第24回ゴールデン・アロー賞 - 大賞、映画賞
- 第10回日本アカデミー賞 最優秀主演女優賞 - 『火宅の人』、『時計 Adieu l'Hiver』[32]

### 1997年
- 第20回日本アカデミー賞 優秀主演女優賞 - 『学校II』[33]

### 2020年
- 文化庁長官表彰[16]

### 2021年
- 旭日小綬章[17][18]

## ディスコグラフィ

### シングル
| #  | 発売日          | A/B面 | タイトル                   | 作詞         | 作曲          | 編曲         | 最高順位 | 発売元            | 規格品番   |
| -- | --------------- | ----- | -------------------------- | ------------ | ------------- | ------------ | -------- | ----------------- | ---------- |
| 1  | 1964年 4月5日   | A面   | ネエ、聞いてよママ         | 岡田教和     | いずみたく    | いずみたく   | -        | 日本ビクター      | SV-13      |
| 1  | 1964年 4月5日   | B面   | 初恋                       | 岡田教和     | いずみたく    | いずみたく   | -        | 日本ビクター      | SV-13      |
| 2  | 1964年 6月5日   | A面   | サチオ君                   | 岡田教和     | いずみたく    | いずみたく   | -        | 日本ビクター      | SV-31      |
| 2  | 1964年 6月5日   | B面   | 17才になりたいの           | 山上路夫     | いずみたく    | いずみたく   | -        | 日本ビクター      | SV-31      |
| 3  | 1964年 8月      | B面   | だれだって一人じゃない     | やなせたかし | いずみたく    | いずみたく   | -        | 日本ビクター      | SV-57      |
| 4  | 1964年 8月      | A面   | 素敵なパパ                 | 森繁久彌     | いずみたく    | いずみたく   | -        | 日本ビクター      | SV-67      |
| 4  | 1964年 8月      | B面   | 小さな幸福                 | 永六輔       | いずみたく    | いずみたく   | -        | 日本ビクター      | SV-67      |
| 5  | 1964年 8月      | A面   | 東京の夜は更けて           | 宮川哲夫     | いずみたく    | いずみたく   | -        | 日本ビクター      | SV-75      |
| 5  | 1964年 8月      | B面   | (軽音楽バージョン)         | -            | いずみたく    | 北村英治     | -        | 日本ビクター      | SV-75      |
| 6  | 1964年 9月      | A面   | 先生を好きでした           | 桜井保       | いずみたく    | いずみたく   | -        | 日本ビクター      | SV-89      |
| 6  | 1964年 9月      | B面   | あゆみの子守唄             | 青木一徳     | いずみたく    | いずみたく   | -        | 日本ビクター      | SV-89      |
| 7  | 1964年 9月      | A面   | サミーのマーチ             | 漣健児       | T.Cary        | いずみたく   | -        | 日本ビクター      | SPV-23     |
| 8  | 1964年 11月15日 | A面   | ブーベの恋人               | 漣健児       | C.Rustichelli | いずみたく   | -        | 日本ビクター      | SPV-25     |
| 9  | 1964年 12月25日 | A面   | 赤い花びら 飛んでゆく      | 井田誠一     | いずみたく    | いずみたく   | -        | 日本ビクター      | SV-161     |
| 9  | 1964年 12月25日 | B面   | みんなでサイクリング       | 井田誠一     | いずみたく    | いずみたく   | -        | 日本ビクター      | SV-161     |
| 10 | 1965年 2月5日   | A面   | みどりの乙女               | 岩谷時子     | いずみたく    | いずみたく   | -        | 日本ビクター      | SV-166     |
| 10 | 1965年 2月5日   | B面   | 渚の想い出                 | 岩谷時子     | いずみたく    | いずみたく   | -        | 日本ビクター      | SV-166     |
| 11 | 1965年 3月25日  | A面   | アッちゃん                 | 前田武彦     | いずみたく    | いずみたく   | -        | 日本ビクター      | SV-180     |
| 11 | 1965年 3月25日  | B面   | 真珠の指輪                 | 岩谷時子     | いずみたく    | いずみたく   | -        | 日本ビクター      | SV-180     |
| 12 | 1965年 8月5日   | A面   | 愛さなければよかった       | 岩谷時子     | いずみたく    | いずみたく   | -        | 日本ビクター      | SV-256     |
| 12 | 1965年 8月5日   | B面   | 歌え太陽                   | 藤田敏雄     | いずみたく    | いずみたく   | -        | 日本ビクター      | SV-256     |
| 13 | 1965年 9月25日  | A面   | ガムとチョコ               | 山上路夫     | いずみたく    | いずみたく   | -        | 日本ビクター      | SV-273     |
| 14 | 1965年 11月5日  | A面   | わたしのことだけ           | 山上路夫     | 淡の圭一      | 淡の圭一     | -        | 日本ビクター      | SV-308     |
| 14 | 1965年 11月5日  | B面   | 湖に雨が降るとき           | 北田守       | 大野正雄      | 竹村次郎     | -        | 日本ビクター      | SV-308     |
| 15 | 1965年 12月15日 | A面   | 若い野ばら                 | 岩谷時子     | いずみたく    | いずみたく   | -        | 日本ビクター      | SV-328     |
| 15 | 1965年 12月15日 | B面   | さびしさに涙して           | 岩谷時子     | いずみたく    | いずみたく   | -        | 日本ビクター      | SV-328     |
| 16 | 1966年 4月5日   | A面   | 夢みる17才                 | 睦正子       | H.Korn        | 川口真       | -        | 日本ビクター      | SPV-64     |
| 16 | 1966年 4月5日   | B面   | ソー・ロング・ベイブ       | 室生恵       | L.Hazlewood   | 川口真       | -        | 日本ビクター      | SPV-64     |
| 17 | 1966年 5月15日  | A面   | 愛のマーチ                 | 山上路夫     | いずみたく    | いずみたく   | -        | 日本ビクター      | SV-391     |
| 17 | 1966年 5月15日  | B面   | 忘れたいのよ               | 片岡政子     | 淡の圭一      | 淡の圭一     | -        | 日本ビクター      | SV-391     |
| 18 | 1966年 6月25日  | A面   | さいはての湖               | 鈴木道明     | 鈴木道明      | 寺岡真三     | -        | 日本ビクター      | SV-424     |
| 19 | 1966年 7月25日  | A面   | パイナップル・ラブ         | 井田誠一     | 寺岡真三      | 寺岡真三     | -        | 日本ビクター      | SV-441     |
| 19 | 1966年 7月25日  | B面   | 赤いバラ                   | 宮川哲夫     | いずみたく    | いずみたく   | -        | 日本ビクター      | SV-441     |
| 20 | 1967年 3月5日   | A面   | 黄色いハンカチ             | 八木輝寿郎   | 中村八大      | 中村八大     | -        | 日本ビクター      | SV-534     |
| 20 | 1967年 3月5日   | B面   | 緑のおめめ                 | 佐伯孝夫     | 服部克久      | 服部克久     | -        | 日本ビクター      | SV-534     |
| 21 | 1967年 4月25日  | A面   | 恋のシャドー               | なかにし礼   | 鈴木邦彦      | 鈴木邦彦     | -        | 日本ビクター      | SV-552     |
| 21 | 1967年 4月25日  | B面   | あふれる幸せ               | なかにし礼   | 鈴木邦彦      | 鈴木邦彦     | -        | 日本ビクター      | SV-552     |
| 22 | 1967年 8月25日  | A面   | こまらせたいの             | 有馬三恵子   | 鈴木淳        | 大西修       | -        | 日本ビクター      | SV-606     |
| 22 | 1967年 8月25日  | B面   | 夜を忘れたい               | 有馬三恵子   | 鈴木淳        | 大西修       | -        | 日本ビクター      | SV-606     |
| 23 | 1968年 1月25日  | A面   | 小雨の思い出               | 有馬三恵子   | 鈴木淳        | 志賀太郎     | -        | 日本ビクター      | SV-658     |
| 23 | 1968年 1月25日  | B面   | 星のタンバリン             | 有馬三恵子   | 鈴木淳        | 志賀太郎     | -        | 日本ビクター      | SV-658     |
| 24 | 1968年 6月10日  | A面   | 太陽は泣いている           | 橋本淳       | 筒美京平      | 筒美京平     | 18位     | 日本 コロムビア   | LL-10058-J |
| 24 | 1968年 6月10日  | B面   | 夢でいいから               | 林春生       | 筒美京平      | 筒美京平     | 18位     | 日本 コロムビア   | LL-10058-J |
| 25 | 1968年 9月25日  | A面   | ふたりだけの城             | 橋本淳       | 筒美京平      | 筒美京平     | -        | 日本 コロムビア   | LL-10070-J |
| 25 | 1968年 9月25日  | B面   | あふれる愛に               | 橋本淳       | 筒美京平      | 筒美京平     | -        | 日本 コロムビア   | LL-10070-J |
| 26 | 1968年 12月25日 | A面   | ブルー・ライト・ヨコハマ   | 橋本淳       | 筒美京平      | 筒美京平     | 1位      | 日本 コロムビア   | LL-10081-J |
| 26 | 1968年 12月25日 | B面   | 明日より永遠に             | 橋本淳       | 筒美京平      | 筒美京平     | 1位      | 日本 コロムビア   | LL-10081-J |
| 27 | 1969年 4月15日  | A面   | 涙の中を歩いてる           | 橋本淳       | 筒美京平      | 筒美京平     | 10位     | 日本 コロムビア   | LL-10092-J |
| 27 | 1969年 4月15日  | B面   | 恋はそよ風                 | 橋本淳       | 筒美京平      | 筒美京平     | 10位     | 日本 コロムビア   | LL-10092-J |
| 28 | 1969年 8月1日   | A面   | 今日からあなたと           | 橋本淳       | 筒美京平      | 筒美京平     | 7位      | 日本 コロムビア   | LL-10102-J |
| 28 | 1969年 8月1日   | B面   | ある日街角で               | 橋本淳       | 筒美京平      | 筒美京平     | 7位      | 日本 コロムビア   | LL-10102-J |
| 29 | 1969年 11月20日 | A面   | 喧嘩のあとでくちづけを     | なかにし礼   | 中村泰士      | 森岡賢一郎   | 7位      | 日本 コロムビア   | LL-10116-J |
| 29 | 1969年 11月20日 | B面   | 天使の足音                 | なかにし礼   | 中村泰士      | 森岡賢一郎   | 7位      | 日本 コロムビア   | LL-10116-J |
| 30 | 1970年 3月25日  | A面   | あなたならどうする         | なかにし礼   | 筒美京平      | 筒美京平     | 2位      | 日本 コロムビア   | LL-10127-J |
| 30 | 1970年 3月25日  | B面   | 今夜は帰って               | なかにし礼   | 三木たかし    | 高見弘       | 2位      | 日本 コロムビア   | LL-10127-J |
| 31 | 1970年 7月15日  | A面   | 昨日のおんな               | なかにし礼   | 井上忠夫      | 森岡賢一郎   | 8位      | 日本 コロムビア   | LL-10146-J |
| 31 | 1970年 7月15日  | B面   | 誘惑的な午後               | 橋本淳       | 筒美京平      | 筒美京平     | 8位      | 日本 コロムビア   | LL-10146-J |
| 32 | 1970年 10月1日  | A面   | 何があなたをそうさせた     | なかにし礼   | 筒美京平      | 筒美京平     | 12位     | 日本 コロムビア   | LL-10151-J |
| 32 | 1970年 10月1日  | B面   | 恋人と呼んで               | なかにし礼   | 川口真        | 森岡賢一郎   | 12位     | 日本 コロムビア   | LL-10151-J |
| 33 | 1971年 2月10日  | A面   | 止めないで                 | なかにし礼   | 井上忠夫      | 森岡賢一郎   | 20位     | 日本 コロムビア   | LL-10155-J |
| 33 | 1971年 2月10日  | B面   | 待っている女               | なかにし礼   | 田辺信一      | 田辺信一     | 20位     | 日本 コロムビア   | LL-10155-J |
| 34 | 1971年 5月10日  | A面   | 砂漠のような東京で         | 橋本淳       | 中村泰士      | 森岡賢一郎   | 3位      | 日本 コロムビア   | LL-10164-J |
| 34 | 1971年 5月10日  | B面   | 24時間の恋                 | 橋本淳       | 中村泰士      | 森岡賢一郎   | 3位      | 日本 コロムビア   | LL-10164-J |
| 35 | 1971年 8月25日  | A面   | おもいでの長崎             | 橋本淳       | 筒美京平      | 筒美京平     | 10位     | 日本 コロムビア   | LL-10172-J |
| 35 | 1971年 8月25日  | B面   | ひとり歩きもできないくせに | 橋本淳       | 筒美京平      | 筒美京平     | 10位     | 日本 コロムビア   | LL-10172-J |
| 36 | 1972年 1月25日  | A面   | さすらいの天使             | 橋本淳       | 筒美京平      | 筒美京平     | 18位     | 日本 コロムビア   | LL-10186-J |
| 36 | 1972年 1月25日  | B面   | 白いしあわせ               | 橋本淳       | 筒美京平      | 筒美京平     | 18位     | 日本 コロムビア   | LL-10186-J |
| 37 | 1972年 7月25日  | A面   | まるで飛べない小鳥のように | 橋本淳       | 中村泰士      | 高田弘       | 45位     | 日本 コロムビア   | LL-10195-J |
| 37 | 1972年 7月25日  | B面   | いつもなら私は             | 橋本淳       | 中村泰士      | 高田弘       | 45位     | 日本 コロムビア   | LL-10195-J |
| 38 | 1972年 11月10日 | A面   | 生まれかわれるものならば   | 橋本淳       | 筒美京平      | 高田弘       | 43位     | 日本 コロムビア   | LL-10204-J |
| 38 | 1972年 11月10日 | B面   | 愛よ行かないで             | 橋本淳       | 筒美京平      | 高田弘       | 43位     | 日本 コロムビア   | LL-10204-J |
| 39 | 1973年 2月25日  | A面   | 愛愁                       | 尾中美千絵   | 平尾昌晃      | 竜崎孝路     | 51位     | 日本 コロムビア   | LL-10212-J |
| 39 | 1973年 2月25日  | B面   | あなたからどうぞ           | 山上路夫     | 平尾昌晃      | 竜崎孝路     | 51位     | 日本 コロムビア   | LL-10212-J |
| 40 | 1973年 6月10日  | A面   | 渚にて                     | 阿久悠       | 中村泰士      | 森岡賢一郎   | 52位     | 日本 コロムビア   | LL-10217-J |
| 40 | 1973年 6月10日  | B面   | 破局                       | 阿久悠       | 中村泰士      | 森岡賢一郎   | 52位     | 日本 コロムビア   | LL-10217-J |
| 41 | 1973年 9月10日  | A面   | 愛の氷河                   | 阿久悠       | 井上忠夫      | 高田弘       | 42位     | 日本 コロムビア   | P-301      |
| 41 | 1973年 9月10日  | B面   | 私のラストショー           | 阿久悠       | 井上忠夫      | 高田弘       | 42位     | 日本 コロムビア   | P-301      |
| 42 | 1974年 1月25日  | A面   | 幸せだったわありがとう     | なかにし礼   | 加瀬邦彦      | 高田弘       | 42位     | 日本 コロムビア   | P-329      |
| 42 | 1974年 1月25日  | B面   | 何も言いっこなし           | なかにし礼   | 加瀬邦彦      | 高田弘       | 42位     | 日本 コロムビア   | P-329      |
| 43 | 1974年 4月25日  | A面   | 恋は初恋                   | なかにし礼   | 加瀬邦彦      | 森岡賢一郎   | 54位     | 日本 コロムビア   | P-342      |
| 43 | 1974年 4月25日  | B面   | 不思議なの                 | なかにし礼   | 加瀬邦彦      | 森岡賢一郎   | 54位     | 日本 コロムビア   | P-342      |
| 44 | 1974年 8月1日   | A面   | 美しい別れ                 | なかにし礼   | 加瀬邦彦      | 森岡賢一郎   | 74位     | 日本 コロムビア   | P-362      |
| 44 | 1974年 8月1日   | B面   | ラスト・シーン             | 石原信一     | 中村泰士      | あかのたちお | 74位     | 日本 コロムビア   | P-362      |
| 45 | 1974年 12月1日  | A面   | 家路                       | 橋本淳       | 筒美京平      | 筒美京平     | -        | 日本 コロムビア   | P-388      |
| 45 | 1974年 12月1日  | B面   | 幸せのあとで               | 橋本淳       | 筒美京平      | 筒美京平     | -        | 日本 コロムビア   | P-388      |
| 46 | 1975年 4月1日   | A面   | 待ちわびても               | なかにし礼   | 筒美京平      | 森岡賢一郎   | -        | 日本 コロムビア   | P-401      |
| 46 | 1975年 4月1日   | B面   | 別れの鏡                   | 安井かずみ   | 加瀬邦彦      | 森岡賢一郎   | -        | 日本 コロムビア   | P-401      |
| 47 | 1975年 11月10日 | A面   | 時には一人で               | 喜多条忠     | 筒美京平      | 森岡賢一郎   | 83位     | 日本 コロムビア   | P-441      |
| 47 | 1975年 11月10日 | B面   | 冬の微笑                   | 喜多条忠     | 筒美京平      | 森岡賢一郎   | 83位     | 日本 コロムビア   | P-441      |
| 48 | 1976年 5月1日   | A面   | とまどい                   | 石原信一     | あかのたちお  | あかのたちお | -        | 日本 コロムビア   | P-457      |
| 48 | 1976年 5月1日   | B面   | どうすればいいの           | 石原信一     | あかのたちお  | あかのたちお | -        | 日本 コロムビア   | P-457      |
| 49 | 1977年 4月1日   | A面   | ちょっと淋しい春ですね     | 橋本淳       | 筒美京平      | 森岡賢一郎   | -        | 日本 コロムビア   | PK-50      |
| 49 | 1977年 4月1日   | B面   | 夢のかけら                 | 橋本淳       | 筒美京平      | 森岡賢一郎   | -        | 日本 コロムビア   | PK-50      |
| 50 | 1977年 11月1日  | A面   | 港・坂道・異人館           | 喜多條忠     | 大野克夫      | 馬飼野康二   | -        | 日本 コロムビア   | PK-84      |
| 50 | 1977年 11月1日  | B面   | 誘惑者                     | 喜多條忠     | 大野克夫      | 馬飼野康二   | -        | 日本 コロムビア   | PK-84      |
| 51 | 1978年 7月1日   | A面   | 今夜は星空                 | 喜多條忠     | 吉田拓郎      | 馬飼野康二   | -        | 日本 コロムビア   | PK-117     |
| 51 | 1978年 7月1日   | B面   | カシミヤの手ざわり         | 山口洋子     | 大野克夫      | 馬飼野康二   | -        | 日本 コロムビア   | PK-117     |
| 52 | 1978年 10月1日  | A面   | 大阪の女                   | 橋本淳       | 中村泰士      | 小杉仁三     | -        | 日本 コロムビア   | PK-123     |
| 52 | 1978年 10月1日  | B面   | うわの空                   | 橋本淳       | 中村泰士      | 小杉仁三     | -        | 日本 コロムビア   | PK-123     |
| 53 | 1979年 6月10日  | A面   | MILD NIGHT                 | 仲畑貴志     | 宇崎竜童      | 小野寺忠和   | 86位     | 日本 コロムビア   | PK-157     |
| 53 | 1979年 6月10日  | B面   | 漂流記                     | 小林和子     | 大野克夫      | 小野寺忠和   | 86位     | 日本 コロムビア   | PK-157     |
| 54 | 1980年 6月25日  | A面   | マイルド・ロマン・ロック   | 仲畑貴志     | 大野克夫      | 船山基紀     | -        | 日本 コロムビア   | AK-675     |
| 54 | 1980年 6月25日  | B面   | あのひとは風の中           | 糸井重里     | 大野克夫      | 船山基紀     | -        | 日本 コロムビア   | AK-675     |
| 55 | 1981年 11月21日 | A面   | 赤いギヤマン               | 岩谷時子     | 滝沢洋一      | 井上鑑       | -        | アルファ レコード | ALR-745    |
| 55 | 1981年 11月21日 | B面   | 波になって                 | 呉田軽穂     | 戸塚省三      | 井上鑑       | -        | アルファ レコード | ALR-745    |
| 56 | 1985年 9月21日  | A面   | 羽衣天女                   | 阿木燿子     | 中崎英也      | 井上鑑       | 78位     | CBS・ ソニー      | 07SH-1688  |
| 56 | 1985年 9月21日  | B面   | 囁きのリフレイン           | 阿木燿子     | 玉置浩二      | 井上鑑       | 78位     | CBS・ ソニー      | 07SH-1688  |
| 57 | 1986年 11月21日 | A面   | わかれ道                   | 水木かおる   | 杉本真人      | 竜崎孝路     | -        | トーラス          | 07TR-1141  |
| 58 | 2015年 4月18日  | A面   | 私自身                     | 橋本淳       | 細野晴臣      | 細野晴臣     | -        | 日本 コロムビア   | HMJA-103   |
| 58 | 2015年 4月18日  | B面   | ひとり旅                   | 橋本淳       | 細野晴臣      | 萩田光雄     | -        | 日本 コロムビア   | HMJA-103   |

### アルバム

#### スタジオ・アルバム
| #                | 発売日         | タイトル                       | 規格品番       |
| 日本コロムビア   | 日本コロムビア | 日本コロムビア                 | 日本コロムビア |
| ---------------- | -------------- | ------------------------------ | -------------- |
| 1st              | 1969年4月25日  | ブルー・ライト・ヨコハマ       | YS-10060-J     |
| 2nd              | 1970年11月25日 | Lonely Night With Ayumi Ishida | YS-10087-J     |
| 3rd              | 1971年6月10日  | 砂漠のような東京で             | YS-10095-J     |
| 4th              | 1972年3月10日  | スクリーン・ラヴ・テーマ       | YS-10117-J     |
| 5th              | 1972年12月10日 | FANTASY                        | YS-10133-J     |
| 6th              | 1974年8月25日  | 美しい別れ                     | JDX-7033       |
| 7th              | 1977年4月25日  | アワー・コネクション           | PX-7023        |
| アルファレコード |                |                                |                |
| 8th              | 1981年11月21日 | いしだあゆみ                   | ALR-28032      |

#### ライブ・アルバム
| #              | 発売日         | タイトル                     | 備考                               | 規格品番       |
| 日本コロムビア | 日本コロムビア | 日本コロムビア               | 日本コロムビア                     | 日本コロムビア |
| -------------- | -------------- | ---------------------------- | ---------------------------------- | -------------- |
| 1st            | 1970年1月10日  | マイ・ファースト・リサイタル | 1969年10月27日のサンケイホール     | YS-10075-J     |
| 2nd            | 1973年3月25日  | あゆみ オン・ステージ        | 1972年12月20日の新宿ムーランドール |                |
| 3rd            | 1973年7月25日  | あゆみ オン・ステージ        | 1973年4月26日の帝国劇場            |                |
| 4th            | 1974年7月25日  | リサイタル 1974              |                                    |                |

#### ベスト・アルバム
| #                                      | 発売日         | タイトル                                         | 規格品番     |
| 日本ビクター                           | 日本ビクター   | 日本ビクター                                     | 日本ビクター |
| -------------------------------------- | -------------- | ------------------------------------------------ | ------------ |
| -                                      | 1965年3月5日   | いしだ・あゆみ ステレオ・ハイライト              | SJV-90       |
| コロムビアミュージックエンタテイメント |                |                                                  |              |
| -                                      | 2004年4月21日  | いしだあゆみ・しんぐるこれくしょん               | COCP-32665/6 |
| -                                      | 2008年8月20日  | GOLDEN☆BEST いしだあゆみ                         | COCP-35125   |
| ビクターエンタテインメント             |                |                                                  |              |
| -                                      | 2008年12月17日 | いしだあゆみ ステレオハイライト+ボーナストラック | VICL-63179   |

#### ベスト・アルバム（ダウンロード専売版）
| #                                         | 発売日                                   | タイトル                                 |
| コロムビアミュージックエンタテインメント  | コロムビアミュージックエンタテインメント | コロムビアミュージックエンタテインメント |
| ----------------------------------------- | ---------------------------------------- | ---------------------------------------- |
| -                                         | 2008年12月17日                           | いしだあゆみ ゴールデン☆ベスト 17Songs   |
| JVCケンウッド・ビクターエンタテインメント |                                          |                                          |
| -                                         | 2022年11月30日                           | いしだあゆみ ステレオハイライト 第二集   |

### タイアップ曲
| 年     | 楽曲       | タイアップ                             |
| ------ | ---------- | -------------------------------------- |
| 1965年 | アッちゃん | 日本テレビ系ドラマ「アッちゃん」主題歌 |
| 1965年 | 若い野ばら | 映画「若い野ばら」主題歌               |
| 1985年 | 羽衣天女   | カメリアダイヤモンド・イメージソング   |

## NHK紅白歌合戦出場歴
| 年度/放送回   | 回 | 曲目                            | 出演順 | 対戦相手     | 備考                                                                             |
| ------------- | -- | ------------------------------- | ------ | ------------ | -------------------------------------------------------------------------------- |
| 1969年/第20回 | 初 | ブルー・ライト・ヨコハマ        | 02/23  | 千昌夫       | 紅白歌合戦・初出場                                                               |
| 1970年/第21回 | 2  | あなたならどうする              | 19/24  | 舟木一夫     |                                                                                  |
| 1971年/第22回 | 3  | 砂漠のような東京で              | 16/25  | 村田英雄     |                                                                                  |
| 1972年/第23回 | 4  | 生まれかわるものならば          | 09/23  | 青い三角定規 |                                                                                  |
| 1973年/第24回 | 5  | ブルー・ライト・ヨコハマ(2回目) | 02/22  | 西郷輝彦     |                                                                                  |
| 1974年/第25回 | 6  | 美しい別れ                      | 21/25  | 春日八郎     |                                                                                  |
| 1975年/第26回 | 7  | 渚にて                          | 21/24  | 春日八郎(2)  |                                                                                  |
| 1976年/第27回 | 8  | 時には一人で                    | 12/24  | 橋幸夫       | 歌詞の「男なんて女なんて」を「男なんて男なんて」「白なんて白なんて」と変えて歌唱 |
| 1977年/第28回 | 9  | 港・坂道・異人館                | 16/24  | フランク永井 | 紅白歌合戦・9年連続出場で一旦ストップ                                            |
| 1993年/第44回 | 10 | ブルー・ライト・ヨコハマ(3回目) | 08/26  | 渡哲也       | 第1部トリ、紅白歌合戦・16年振りに復帰出場                                        |

（注意点）
- 対戦相手の歌手名の( )内の数字はその歌手との対戦回数、備考のトリ等の次にある( )はトリ等を務めた回数を表す。
- 曲名の後の（○回目）は紅白で披露された回数を表す。
- 出演順は「（出演順）／（出場者数）」で表す。

## 出演

### テレビドラマ
NHK
- 松本清張シリーズ・最後の自画像（1977年、総合） - 福村慶子
- 事件（総合）
  - 事件（1978年） - 坂井ハツ子
  - 新・事件 断崖の眺め（1984年） - 佐野ミキ
- 阿修羅のごとく（1979年 - 1980年、総合） - 竹沢滝子
- 価格破壊（1981年、総合）
- 夢千代日記（1982年、総合） - 曽根佐和子
- 子供達は森に隠れる（1984年、総合）
- ドラマ人間模様「胡桃の部屋」（1982年、総合）
- 連続テレビ小説（総合）
  - 青春家族（1989年） - 主演・阿川麻子
  - 君の名は （1991年 - 1992年） - 小野瀬綾
  - 春よ、来い （1995年） - 花井涼子
  - てるてる家族（2003年 - 2004年） - 山根ミサ子
  - 芋たこなんきん（2006年 - 2007年） - 八木沢純子
- 涙たたえて微笑せよ 明治の息子・島田清次郎（1995年、総合）
- 天使のマラソンシューズ（1999年、総合）
- 抱きしめたい（2002年、総合） ‐ 沢田朋子
- こんにちは、母さん（2007年、総合） - 琴子・アンデション
- 見知らぬわが町（2010年12月10日、NHK福岡） - 竹本絹子 役[注釈 19]
- 歩く、歩く、歩く ～四国 遍路道～（2013年、BSP） - 木村靖子
- おわこんTV（2014年、BSP） - 木村節子
- ラギッド!（2015年、BSP） - 美羽なぎさ

日本テレビ系
- 大都会 闘いの日々 第16話「私生活」（1976年） - 稲村紀子 役
- 祭ばやしが聞こえる（1977年 - 1978年）
- 火曜サスペンス劇場
  - 誘拐の報酬（1982年、テレワイド） - 主演
  - 愛の報酬（1983年、テレパック） - 主演
  - 崩れる（1985年、東宝） - 主演
  - ガラス細工の家（1991年5月、テレパック） - 主演・土門冴子
  - 警部補 佃次郎（2001年、テレパック） - 矢島春子
  - 親父（2002年、東映） - 木暮里子
  - 身辺警護（2002年） - 津島信江
  - 弁護士・朝日岳之助（2003年、国際放映） - 房野麻紀子
- 女ざかり（1984年）
- 闇の足音（1986年、読売テレビ）
- おれはO型・牡羊座（1994年） - 山田依子
- 寝たふりしてる男たち（1995年） - 大野窓子
- 金田一少年の事件簿（2001年） - 三田村圭子
- ヘレンときよしの物語（2006年） - 杉本百合
- さよならぼくたちのようちえん （2011年）

テレビ朝日系
- だいこんの花 第4部・第5部 （1974年・1977年）
- カンガルーの反乱（1978年 - 1979年）
- 土曜ワイド劇場
  - 京都殺人案内・花の棺（1979年、ABC / 松竹） - 九条麗子
  - 悪女の仮面（1980年） - 主演
  - 火あぶりの女（1981年） - 主演
  - 窓の中の殺人（1983年） - 主演
  - 小樽殺人事件・北海〜能登〜安曇野・黒揚羽蝶は死の予告!オタモイ岬の女（1986年） - 主演
- 傑作推理劇場「松本清張の百円硬貨」（1981年） - 主演
- 氷点（1989年） - 辻口夏枝
- 川は泣いている（1990年） - 主演
- ミカドの淑女（1992年）
- はぐれ刑事純情派（2000年） - 小山ハツエ
- 反乱のボヤージュ（2001年） - 名倉加寿子
- 新・京都迷宮案内2（2004年） - 川地清美
- 境遇（2011年） - 橋本弥生
- やすらぎの刻〜道（2019 - 2020年） - 中川玉子[注釈 20]

TBSテレビ系
- 七人の孫（1964年 - 1966年）
- 光る海（1965年）
- 初蕾（1973年） - 主演・お民
- 冬の運動会（1977年） - 竹森日出子
- 不毛地帯（1979年） - 紅子
- やる気満々（1979年） ‐ 鈴旗あかね
- 女の熱帯（1980年）
- 恋人たち（1980年） - 津村悠子
- 源氏物語（1980年）
- 金曜日の妻たちへ（1983・1985年） - 野村久子 /岡田桐子
- もういちど結婚（1983年）
- 松本清張ドラマスペシャル・夜光の階段（1983年） - 枝村幸子
- 哀しみの女（1987年）
- 男について（1990年） - 宮部灯
- 魔の季節（1995年） - 柚木安津子
- 織田信長 天下を取ったバカ（1998年） - 土田御前
- ビッグウイング（2001年） - 樋口敦子
- 恋文 〜私たちが愛した男〜（2003年） - 辻美木子
- タイムリミット （2003年6月25日、TBS） - 加山京子 役 [34]
- ホームドラマ!（2004年） - 遠山映子
- 涙そうそう この愛に生きて（2005年） - 小田トキ
- クロサギ（2006年） - 江守公子
- スマイル（2009年） - 町村みどり
- 月曜ミステリー劇場
  - 冤罪シリーズ3（2002年） - 風岡秋子
- 月曜ゴールデン
  - おふくろ先生の診療日記（2010年） - 島田美弥子

テレビ東京系
- 猫と庄造と二人の女（1996年）
- 森繁久彌ドラマスペシャル おじいさんの台所（1997年） - 雅美[35]
- 人間の証明2001（2001年） - 八杉恭子
- 女と愛とミステリー「和泉教授夫妻シリーズ」（2001年 - 2003年）- 和泉麻子

フジテレビ系
- 新・座頭市
  - 第1シリーズ 第1話「情けの忘れ雛」（1976年）
  - 第2シリーズ 第12話「雨あがり」（1978年）
  - 第3シリーズ 第10話「市の茶碗」（1979年）
- 江戸の波濤（1979年） - お絹
- 北の国から - 黒板（宮前）令子 
  - 北の国から・連続TVシリーズ(1981年 - 1982年)
  - 北の国から・'92巣立ち(1992年）
- 大奥 第27話「塵に咲く花」・第28話「女帝への階段」（1983年、関西テレビ） - お喜世
- 消しゴムお亜季（1985年 - 1987年）
- 金曜女のドラマスペシャル
  - 雨の日の訪問者（1986年7月25日） - 主演・富田景子
  - 雪の朝に（1987年5月1日）
- 京都サスペンス （関西テレビ）
  - 霊山の舞扇（1989年）
- 男と女のミステリー
  - ブルーライト・ヨコハマ（1990年） - 主演・操
- 世にも奇妙な物語
  - 冬の特別編「昔みたい」（1991年）
- 金曜ドラマシアター → 金曜エンタテイメント
  - 松本清張スペシャル・疑惑（1992年、レオナ） - 白河球磨子
  - 松本清張スペシャル・Dの複合 （1993年、レオナ） - 伊瀬和代
  - 収容所（ラーゲリ）から来た遺書（1993年、東映）
  - 悪魔の手毬唄（1993年、共同テレビジョン） - 青池リカ
- ナニワ金融道（1999年） - 落振尼子
- お見合い結婚（2000年） - 中谷絹枝
- 涙をふいて（2000年） - 村田咲子
- ウエディングプランナー SWEETデリバリー（2002年、関西テレビ） - 中川静江
- アルジャーノンに花束を（2002年、関西テレビ） - 蓮見佐智代
- ワルシャワの秋（2003年、関西テレビ） - 志津谷りつ
- 人間の証明（2004年） - 大室よしの
- 飛鳥へ、そしてまだ見ぬ子へ（2005年） - 梶田啄子
- 西遊記（2006年） - 翠玲
- 星ひとつの夜（2007年） - 岩崎由江
- まだ見ぬ父へ、母へ・魂で歌う青い海〜全盲のテノール歌手・新垣勉の軌跡（2007年） - 新垣かまど
- 鴨、京都へ行く。-老舗旅館の女将日記-（2013年） - 園田芳子
- 金曜プレステージ 山田太一ドラマスペシャルよその歌 わたしの唄（2013年） - 春川茜
- 海の上の診療所（2013年） - 塩見千鶴

### 映画
- 喜劇 駅前音頭（1964年） - ゆかり
- 若い野ばら（1965年） - 成沢美岐
- われら劣等生（1965年） - 谷村みち子
- ぜったい多数（1965年） - 女リーダー
- 千曲川絶唱（1967年） - 美子
- 続・何処へ（1967年） - 西郷梅子
- 颱風とざくろ（1967年） - 坂本けい子
- クレージーの大爆発（1969年） - ロケ撮影の歌手
- 日本沈没（1973年） - 阿部玲子 [4]
- 青春の門 自立篇（1977年） - カオル
- 闇の狩人（1979年） - おりは（荻野）
- 遠い明日（1979年） - 馬場順子
- 駅 STATION（1981年） - 三上直子
- 男はつらいよ 寅次郎あじさいの恋（1982年） - かがり
- 野獣刑事（1982年） - 山根恵子
- 迷走地図（1983年） - 外浦節子
- 積木くずし（1983年） - 穂波美知江
- 夜叉（1985年） - 冬子
- 火宅の人（1986年） - ヨリ子
- 時計 Adieu l'Hiver（1986年） - 早見令子
- 海へ 〜See you〜（1988年） - ケイ
- アナザー・ウェイ ―D機関情報― （1988年） - 日下佳子
- マンハッタン・キス（1992年） - 野沢春子
- 学校II（1996年） - 北川玲子
- 流れ板七人（1997年） - 稲村きぬ
- プライド・運命の瞬間（1998年） - 東條かつ子
- 長崎ぶらぶら節（2000年） - 古賀艶子
- 化粧師 KEWAISHI（2002年） - 三津森鶴子
- 姑獲鳥の夏（2005年） - 久遠寺菊乃
- 天国は待ってくれる（2007年） - 中野春子
- ホームレス中学生（2008年） - 西村スミ子
- なくもんか（2009年） - 山岸安江
- これでいいのだ!!映画★赤塚不二夫（2011年） - 赤塚ヨリ
- エクレール・お菓子放浪記（2011年） - 野田フサノ
- 円卓 こっこ、ひと夏のイマジン（2014年） - 紙子
- 踊る大捜査線シリーズ - 市毛きぬ
  - 室井慎次 敗れざる者（2024年）[36]
  - 室井慎次 生き続ける者（2024年）[37][注釈 21]

### 舞台
- 屋根の上のバイオリン弾き
  - （1967年） - シュプリンシェ
  - （1982年） - ホーデル
- 放浪記（1983年） - 日夏京子
- 人生劇場（1985年） - お袖
- 月のしぶきを浴びながら（1994年、パルコ劇場） - 主演・四十歳の女

### バラエティほか
- ミニミニ・バンバン（1968年10月4日 - 1969年3月28日、TBS） - ジュディ・オング・加賀城みゆき・川奈ミキらと共同司会
- ズバリ!当てましょう（1969年10月18日、フジテレビ） - 一家で出演
- 第40回NHK紅白歌合戦（1989年12月31日、NHK総合・ラジオ第1） - 審査員
- ときめき夢サウンド（1994年 - 1998年、NHK総合） - 司会
- ボクらの時代（フジテレビ） 
  - 第213回（2011年9月25日） - あき竹城、天童よしみ と出演
  - 第504回（2017年6月18日） - 和田アキ子、中尾ミエ と出演

### CM
- 資生堂 - リバイタル
- 日清製粉 - マ・マー
- ハウス食品 - バーモントカレー
- 福島テレビ
- うすい百貨店
- 丸井
- 緑屋
- ヤマハ発動機 - ヤマハ・メイト